# عنایت‌الله نصیری
عنایت‌الله خان عنایةالسلطنه (۱۲۷۶ سمنان - ۱۳۵۸) که نام خانوادگی نصیری برگزید، از قانونگذاران و مدیران اقتصادی دوره پهلوی و برادر بزرگتر ارتشبد نعمت‌الله نصیری رئیس ساواک بود.
پدرش میرزا محمد عمیدالممالک سمنانی بود. پس از تحصیلات مقدماتی و متوسطه در وزارت دارایی استخدام شد و ظرف سی سال مشاغلی از قبیل ریاست اداره و ریاست دارایی چند شهرستان را عهده‌دار شد. چندی نیز مدیرکل مالی وزارت بهداری بود.
در انتخابات دوره هجدهم مجلس شورای ملی در ۲۳ و ۲۴ بهمن ۱۳۳۲ به نمایندگی سمنان و دامغان برگزیده شد و در دو دوره بعدی نیز بر همین کرسی نمایندگی نشست. در اردیبهشت ۱۳۴۰ دکتر علی امینی نخست‌وزیر وقت مجلس را منحل و نصیری را عضو هیئت مدیره بانک رفاه کارگران کرد.
در انتخابات دوره بعدی (بیست و یکم) برای بار چهارم به مجلس رفت و رئیس سنی مجلس شد. در این دوره از سوی مجلس، عضو هیئت نظارت اندوخته اسکناس بود. در سال ۱۳۴۶ از تهران به سناتوری انتخاب شد و در دوره‌های بعد تا وقوع انقلاب و انحلال مجلس سنا دارای مقام سناتوری بود.